# Шемовец
Шемовец је насељено место у саставу општине Трновец Бартоловечки у Вараждинској жупанији, Хрватска. До територијалне реорганизације у Хрватској налазио се у саставу старе општине Вараждин.

## Становништво
На попису становништва 2011. године, Шемовец је имао 916 становника.

## Попис1991.
На попису становништва 1991. године, насељено место Шемовец је имало 961 становника, следећег националног састава:
| Попис 1991.‍  | Попис 1991.‍  | Попис 1991.‍ | Попис 1991.‍ | Попис 1991.‍ |
| ------------ | ------------ | ----------- | ----------- | ----------- |
|              |              |             |             |             |
| Хрвати       | Хрвати       |             | 923         | 96,04%      |
| Муслимани    | Муслимани    |             | 1           | 0,10%       |
| Срби         | Срби         |             | 1           | 0,10%       |
| неопредељени | неопредељени |             | 28          | 2,91%       |
| регион. опр. | регион. опр. |             | 1           | 0,10%       |
| непознато    | непознато    |             | 7           | 0,72%       |
| укупно: 961  |              |             |             |             |